# 증평 나들목
증평 나들목(Jeungpyeong IC)은 충청북도 청주시 청원구 오창읍 여천리에 설치된 중부고속도로의 31번 교차로이다. 지방도 제510호선을 통해 청주시 청원구 오창읍, 진천군 초평면 및 증평군 등지로 진출할 수 있다. 인근에 초정약수가 있다.

## 연혁
- 1987년 2월 17일 : 나들목 건설을 위해 충청북도 청원군 오창면 여천리 1.2km 구간 도로구역 변경[1]
- 1987년 6월 : 나들목 신설 공사 착공
- 1988년 8월 1일 : 나들목 개통[2]

## 명칭 논란
'증평'이라는 명칭 때문에 증평군에 속해 있을 것으로 생각하기 쉬우나, 증평군과는 꽤 멀리 떨어져 있으며, 실제로는 청주시와 진천군의 경계에 있다. 이에 따라 오창읍을 중심으로 청주시 일각에서는 나들목의 이름을 '북청주' 또는 '북오창' 등으로 개칭해야 한다고 주장하고 있다.

## 구조물 정보
- 위치: 충청북도 청주시 청원구 오창읍 여천리
- 영업소: 충청북도 청주시 청원구 오창읍 중부고속도로 24

## 접속하는 도로
- 지방도 제510호선 (중부로)
- 간접 연결 : 지방도 제511호선 (신대석성로, 진암사거리 이용)

## 교통량 정보
| 요금소        | 통행량 (대/일) | 통행량 (대/일) | 통행량 (대/일) | 통행량 (대/일) | 통행량 (대/일) | 통행량 (대/일) | 통행량 (대/일) | 통행량 (대/일) | 통행량 (대/일) | 통행량 (대/일) | 각주  |
| 요금소        | 2001년         | 2002년         | 2003년         | 2004년         | 2005년         | 2006년         | 2007년         | 2008년         | 2009년         | 2010년         | 각주  |
| ------------- | -------------- | -------------- | -------------- | -------------- | -------------- | -------------- | -------------- | -------------- | -------------- | -------------- | ----- |
| 증평 (폐쇄식) | 6,185          | 6,332          | 6,320          | 5,970          | 5,960          | 6,236          | 6,380          | 6,202          | 7,237          | 7,976          | [ 4 ] |
| 요금소        | 2011년         | 2012년         | 2013년         | 2014년         | 2015년         | 2016년         | 2017년         | 2018년         | 2019년         |                | [ 4 ] |
| 증평 (폐쇄식) | 8,582          | 8,725          | 8,703          | 7,822          | 7,775          | 7,741          | 7,502          | 7,686          | 7,806          |                | [ 4 ] |